# Titularbistum Sozopolis in Haemimonto
Sozopolis in Haemimonto (ital.: Sozopoli di Emimonto) ist ein Titularbistum der römisch-katholischen Kirche. 
Es geht zurück auf ein früheres Bistum der Stadt Sosopol (früher Sozopolis) an der Schwarzmeerküste im heutigen Bulgarien, das der Kirchenprovinz Adrianopolis angehörte.
| Titularbischöfe von Sozopolis in Haemimonto |                                            |                                                                                                |                   |                    |
| Nr.                                         | Name                                       | Amt                                                                                            | von               | bis                |
| 1                                           | Esprit-Marie-Joseph Florens MEP            | Koadjutor des Apostolischen Vikars von Siam / Apostolischer Vikar von Siam (Thailand)          | 29. Juni 1810     | 30. März 1834      |
| 2                                           | Bernard-Vincent Laribe CM                  | Koadjutor des Apostolischen Vikars von Jiangxi / Apostolischer Vikar von Jiangxi (China)       | 2. März 1844      | 20. Juli 1850      |
| 3                                           | Armand-François-Marie de Charbonnel OFMCap | emeritierter Bischof von Toronto (Kanada)                                                      | 15. März 1869     | 29. März 1891      |
| 4                                           | Theodor Kappenberg                         | Weihbischof in Münster (Deutschland)                                                           | 27. April 1914    | 12. September 1920 |
| 5                                           | Jean-Baptiste Tong Nguyên Ba               | Koadjutor des Apostolischen Vikars von Phát Diệm / Apostolischer Vikar von Phát Diệm (Vietnam) | 10. Januar 1933   | 11. Juli 1949      |
| 6                                           | Pierre Marie Pham-Ngoc-Chi                 | Apostolischer Vikar von Búi Chu (Vietnam)                                                      | 3. Februar 1950   | 24. November 1960  |
| 7                                           | Francis Carroll SMA                        | Apostolischer Vikar von Monrovia (Liberia)                                                     | 20. Dezember 1960 | 14. Januar 1964    |
| 8                                           | Josyf Holovach                             | Weihbischof in Mukatschewe (Ukraine)                                                           | 16. Januar 1991   | 18. Juni 2000      |
| 9                                           | Stephan Ackermann                          | Weihbischof in Trier (Deutschland)                                                             | 14. März 2006     | 8. April 2009      |
| 10                                          | Philippos Stephanos Thottathil             | Weihbischof in Tiruvalla (Indien)                                                              | 25. Januar 2010   | 5. August 2017     |
| 11                                          | Roberto Álvarez                            | Weihbischof in Comodoro Rivadavia (Argentinien)                                                | 28. November 2017 | 19. Oktober 2023   |